# Parcs provinciaux de la Saskatchewan
La Saskatchewan possède 35 parcs provinciaux gérés par le ministère des Parcs de la Culture et du Sport.

## Liste des parcs
| Parc provincial          | Image        | Superficie km² | Date de création | Catégorie             |
| ------------------------ | ------------ | -------------- | ---------------- | --------------------- |
| Athabasca Sand Dunes     |              | 2 081,72       | 1992             | Sauvage               |
| Blackstrap               |              | 6,05           | 1986             | Récréation            |
| Buffalo Pound            |              | 22,79          | 1963             | Récréation            |
| Candle Lake              |              | 83,64          | 1986             | Récréation            |
| Cannington Manor         |              | 0,45           | 1986             | Historique            |
| Clarence-Steepbank Lakes |              | 163,50         | 1994             | Sauvage               |
| Clearwater River         |              | 2 363,10       | 1986             | Sauvage               |
| Crooked Lake             |              | 1,86           | 1986             | Récréation            |
| Cumberland House         |              | 0,05           | 1986             | Historique            |
| Cypress Hills            |              | 183,71         | 1931             | Environnement naturel |
| Danielson                |              | 33,64          | 1971             | Récréation            |
| Douglas                  |              | 96,69          | 1973             | Environnement naturel |
| Duck Mountain            |              | 267,24         | 1931             | Environnement naturel |
| Echo Valley              |              | 5,73           | 1960             | Récréation            |
| Fort Carlton             | Fort Carlton | 1,31           | 1986             | Historique            |
| Fort Pitt                |              | 0,13           | 1986             | Historique            |
| Good Spirit Lake         |              | 24,90          | 1931             | Environnement naturel |
| Great Blue Heron         |              | 111,68         | 2013             | Récréation            |
| Greenwater Lake          |              | 202,46         | 1932             | Environnement naturel |
| Katepwa Point            |              | 0,05           | 1931             | Récréation            |
| Lac La Ronge             |              | 3 198,25       | 1939             | Environnement naturel |
| Last Mountain House      |              | 0,60           | 1986             | Historique            |
| Makwa Lake               |              | 25,32          | 1986             | Environnement naturel |
| Meadow Lake              |              | 1 689,94       | 1959             | Environnement naturel |
| Moose Mountain           |              | 402,74         | 1931             | Environnement naturel |
| Narrow Hills             |              | 586,33         | 1934             | Environnement naturel |
| Pike Lake                |              | 4,73           | 1960             | Récréation            |
| Porcupine Hills          |              |                | 2018             | Environnement naturel |
| Rowan's Ravine           |              | 2,77           | 1960             | Récréation            |
| Saskatchewan Landing     |              | 72,42          | 1973             | Environnement naturel |
| St. Victor Petroglyphs   |              | 0,04           | 1986             | Historique            |
| Steele Narrows           |              | 1,43           | 1986             | Historique            |
| The Battlefords          |              | 6,06           | 1960             | Récréation            |
| Touchwood Hills Post     |              | 0,07           | 1986             | Historique            |
| Wildcat Hill             |              | 221,68         | 1992             | Sauvage               |
| Wood Mountain Post       |              | 0,05           | 1986             | Historique            |